# Diplectrona fissilinea
Diplectrona fissilinea är en nattsländeart som beskrevs av Wolfram Mey 1999. Diplectrona fissilinea ingår i släktet Diplectrona och familjen ryssjenattsländor. Inga underarter finns listade i Catalogue of Life.